# Neocamma trifasciata
Neocamma trifasciata är en insektsart som beskrevs av Melichar 1915. Neocamma trifasciata ingår i släktet Neocamma och familjen Derbidae. Inga underarter finns listade i Catalogue of Life.